# Paracaesio xanthura
Paracaesio xanthura es una especie de peces de la familia Lutjanidae en el orden de los Perciformes.

## Morfología
• Los machos pueden llegar alcanzar los 50 cm de longitud total.

## Alimentación
Come zooplancton.

## Hábitat
Es un pez de mar de clima tropical y asociado a los  arrecifes de coral que vive entre 5-150 m de profundidad.

## Distribución geográfica
Se encuentra desde el África Oriental sur del Japón y el sureste de Australia.

## Uso comercial
Se comercializa fresco o congelado.